# Yves Pouliquen
Yves Pouliquen (Mortain, 17 febbraio 1931 – Parigi, 5 febbraio 2020) è stato un medico e saggista francese, membro dell'Académie française.

## Biografia
Dedicò gran parte del suo lavoro alle patologie della cornea. Nel 1994 ricevette il Premio mondiale Cino Del Duca e il 29 novembre 2001 fu eletto all'Académie française, nella quale occupò il seggio numero 35.
Nel 2000, l'attività di Pouliquen fu descritta nel documentario Vies.
Fece parte del comitato editoriale del Japanese Journal of Ophthalmology.
Morì nel febbraio 2020.

## Opere
- 1967  La Transparence de la cornée  (Masson)
- 1969  Atlas d'histologie et d'ultrastructure de l'œil  (Masson)
- 1973  Les Homogreffes de la cornée  (Masson)
- 1974  Les Lentilles souples  (Masson)
- 1983  L'Herpès de la cornée, précis d'ophtalmologie  (Masson)
- 1990  La Cataracte  (Hermann)
- 1992  La Transparence de l'œil  (Odile Jacob)
- 1995  Les Yeux de l'autre  (Odile Jacob)
- 1999  Un oculiste au temps des lumières  (Odile Jacob)
- 2003  Le Geste et l'esprit  (Odile Jacob)
- 2006  Mme de Sévigné et la médecine du grand siècle  (Odile Jacob)